# 西口勇
西口 勇（にしぐち いさむ、1926年12月1日 - 2014年5月9日）は、日本の政治家。位階は従四位。第4代和歌山県公選知事（1995年11月23日 - 2000年7月13日）として2期を務めた。

## 経歴
1926年12月1日、和歌山県西牟婁郡上芳養村（かみはやむら・現田辺市）で生まれる。旧制和歌山県立田辺商業学校（現：和歌山県立田辺高等学校）を卒業後、役場に勤めつつ青年団活動などに参加して頭角を現し、若くして下芳養村の助役を務めていた。その評判を聞きつけた和歌山県知事の小野真次によって見出され和歌山県庁に入庁し、県知事の仮谷志良の下で副知事を務めた後、1995年の県知事選挙で当時の和歌山市長であった旅田卓宗と壮絶な選挙戦を戦い抜き、初当選を果たした。
任期中の1999年には地元が一丸となって「癒し」をテーマに南紀熊野体験博を開催し、熊野古道・熊野三山などを全国に発信するなど知名度アップに貢献した。同年の第16回新語・流行語大賞では「癒し」がトップテンに選ばれ、西口が受賞者として登壇した。また、「県内2時間交通ネットワーク構想」のもとで高速道路などの整備などを行い、県内の交通事情の改善に大きな功績を残した。この体験博は2004年に達成した世界遺産登録（紀伊山地の霊場と参詣道）の大きな原動力となり、貧弱であった山間部の道路を整備したことも非常に有効であった。しかし、2000年7月13日に健康上の問題から2期目の途中での辞職となった。
官僚の転進などによる外様知事が多いうえ、学歴信仰も強い和歌山県において、高卒でトップに上り詰めた異色の存在であった。
2014年5月9日午後6時17分、急性呼吸不全のため和歌山市内の病院で死去。87歳没。歿日付で従四位。

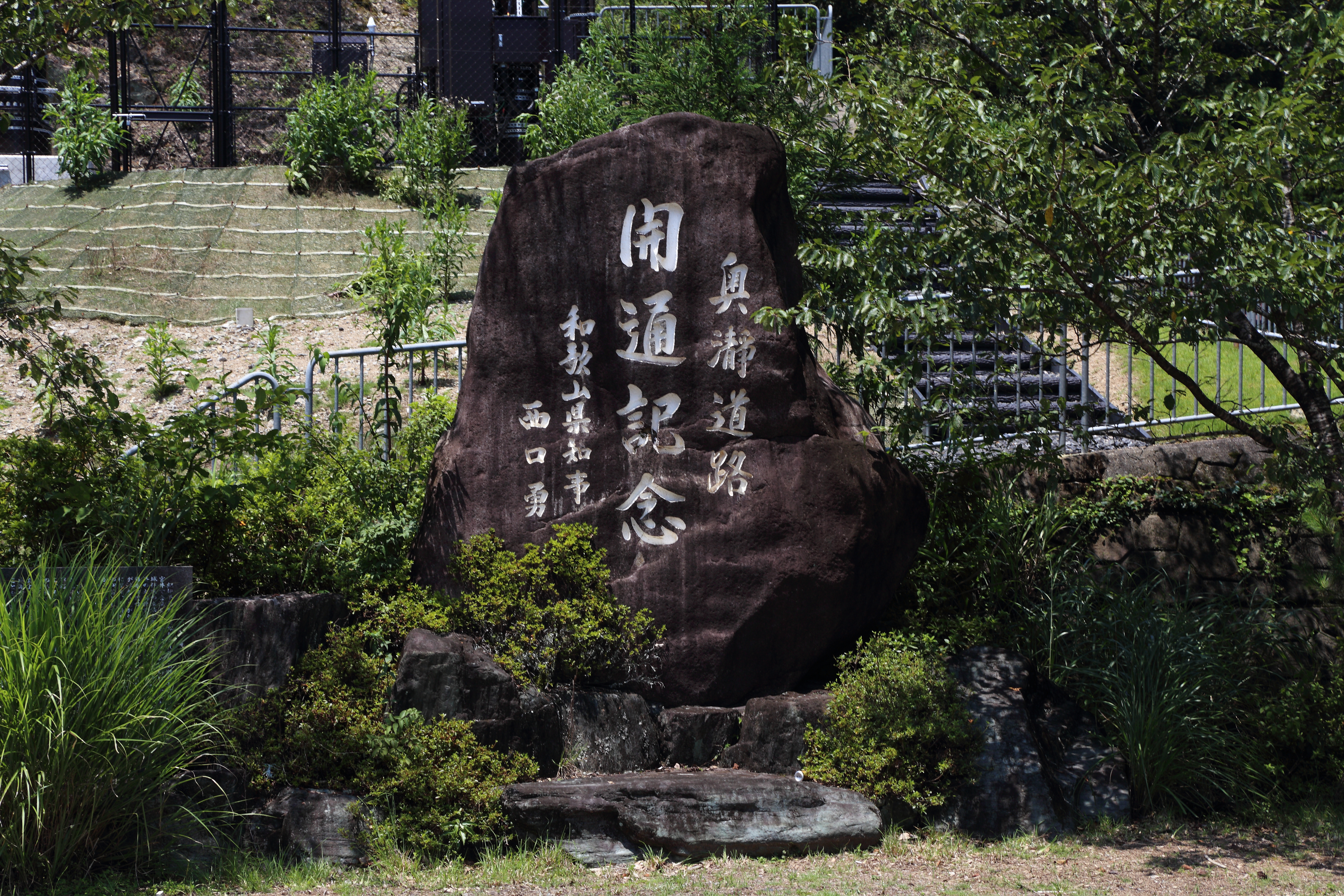
奥瀞（おくとろ）道路開通記念碑　（国道169号線）　和歌山県知事　西口勇

## 著書
- 『くまの九十九王子をゆく：第1部：紀路編 - 京都から田辺まで』 1998年 燃焼社 ISBN 978-4889789874
- 『くまの九十九王子をゆく：第2部：中辺路・大辺路・小辺路編 - 田辺・高野から那智・新宮へ』 1998年 燃焼社 ISBN 978-4889789898
南紀熊野体験博（1999年）の開催に先立ち、熊野九十九王子の旧蹟を自ら辿り、紹介した探訪記。
- 『真を燃やして半世紀』 2002年 ぎょうせい ISBN 978-4324068465